# Шандермани, Акбар
Акбар Шандермани (перс. اکبر شاندرمنی‎ — 7 ноября 1917, Бендер-Энзели — † 29 августа 1995, Москва) — иранский политический деятель, участник революционного движения в Иране. Один из пятидесяти трёх иранцев (перс. پنجاه و سه نفر), арестованных властями в 1937 году за участие в коммунистической деятельности и осужденных в 1938 году.

## Биография
Акбар Шандермани родился в 1917 году в Бендер-Энзели, Иран. В 1937 году будучи сторонником коммунистического движения вместе с другими иранскими коммунистами он начал свою политическую борьбу против иранского режима. В том же году он был арестован и предан суду вместе с 53 другими иранскими коммунистами. Этот процесс вошел в историю как Процесс пятидесяти трёх. Процесс пятидесяти трёх — это процесс над группой из 53 иранцев, арестованных властями в 1937 году за участие в коммунистической деятельности и преданных суду в ноябре 1938 года.
В том же году Акбар Шандермани вместе с другими коммунистами был приговорен к трем годам лишения свободы и заключен в тюрьму. Он был освобожден из тюрьмы в 1941 году и продолжил свою политическую деятельность. Хотя иранская разведка классифицировала его как коммуниста, он вступил в иранскую коммунистическую партию,которая официально называется Народная партия Ирана (НПИ; перс. حزب توده ایران‎ Хезбе тудейе Иран; сокращённо Туде́), только в год ее основания, в 1941 году. После вступления в партию он был избран руководителем ее молодежного звена. В 1948 году его снова арестовали и приговорили к смертной казни. В 1950 году ему удалось бежать из тюрьмы. Он подпольно продолжил свою деятельность.
В 1956 году ему удалось бежать из Ирана через туркменскую границу в Советский Союз, где он попросил политическое убежище. В том же году в Москве он получил статус политического эмигранта, где в его удостоверении личности, в графе профессия было написано "профессиональный революционер." Через несколько месяцев его перевели в ГДР, где в Лейпциге он был избран в члены Политбюро партии Туде. В 1958 году он вернулся в Москву, где начал свое высшее образование в Высшей партийной школе при ЦК КПСС. Четыре года спустя после окончания учебы он преподавал персидский язык и литературу в Московском государственном университете.
В 1963 году партия Туде перевела его в Душанбе, Таджикистан, где он руководил отделом партии в этом регионе. Наряду со своей партийной деятельностью он работал доцентом персидского языка и литературы в Таджикском государственном университете. В 1979 году, после свержения режима Мохаммеда Резы Пехлеви, он вернулся в Иран и продолжил свою политическую деятельность. В 1982–1983 годах когда начались репрессии Исламской республики против своих политических противников, многие коммунисты были арестованы и заключены в тюрьму. Акбару Шандермани удалось уйти в подолье, а в дальнейшем ему удалось бежать из Ирана через туркменскую границу в Советский Союз. Акбар Шандермани умер в Москве в 1995 году, где он был похоронен на кладбище в Московском районе Хамовники.